# Айнарс Шлесерс
Айнарс Шлесерс (латис. Ainārs Šlesers; 22 січня 1970, Рига) — латвійський підприємець і політичний діяч. Міністр сполучення Латвії (2006—2009), міністр економіки (листопад 1998 — квітень 1999), заступник прем'єр-міністра Латвії (віцепрем'єр). Депутат 7, 8, 9 і 10 скликання Сейму. У 2009—2010 роках — віцемер Риги. Голова партії «Латвійська перша партія/Латвійський шлях».

## Життєпис
У 1989 році закінчив середню технічну школу в Ризі. У 1990—1991 роках вивчав маркетинг у Норвегії. У 1999 році розпочав навчання в Латвійській християнській академії, яку залишив у 2002 році. З 1992 року займається підприємницькою діяльністю, обіймав посаду голови правління в різних компаніях. У 1997 році він потрапив до списку 50 найбагатших латишів як власник компаній «Varner Baltija» та «Varner Hakon Invest».
Свою політичну кар'єру він розпочав у 1998 році, ставши депутатом Сейму 7-го скликання зі списку Нової партії. З листопада 1998 по травень 1999 року був міністром економіки в кабінеті Віліса Криштопанаса.
У 2002 році він заснував Першу партію Латвії (LPP), був її співголовою (разом з Еріксом Жекабсонсом), а потім головою. Також у 2002 році він був переобраний до складу Сейму. Протягом 8-го парламентського скликання був головою бюджетно-фінансового комітету. Був віцепрем'єр-міністром у коаліційному уряді, очолюваному Ейнарсом Репше (2002—2004). Зберіг свою посаду в кабінеті Індуліса Емсіса (2004), де також був міністром транспорту. В урядах Айгарса Калвітіса та Іварса Годманіса (2004—2009) також виконував обов'язки міністра транспорту. Тим часом, у 2006 році, був переобраний до Сейму 9-го скликання.
Після возз'єднання Першої партії Латвії з Латвійським шляхом, у 2007 році він став співголовою LPP/LC з Іварсом Годманісом, а в 2009 році незалежним головою партії. На виборах до місцевих органів влади в 2009 році він балотувався на посаду мера Риги. Зрештою, посів третє місце й став заступником мера столиці в рамках коаліції з Центром Злагоди.
На виборах 2010 року він став кандидатом руху «За кращу Латвію» на посаду прем'єр-міністра. Його обрано депутатом у 10-му скликання, і в листопаді 2010 року він перестав виконувати обов'язки заступника мера Риги. На виборах 2011 року він знову балотувався на пост прем'єр-міністра, цього разу від власної партії під назвою Партія реформ Шлесерса, яка була продовженням LPP/LC. Програв вибори, не ставши депутатом Сейму 11-го скликання. 1 грудня 2011 року його партія була розпущена.
Повернувся до бізнесу як член органів управління різних комерційних компаній. У 2013 році він очолив партію «Єдині для Латвії», а в 2014 році безуспішно балотувався в парламент. У 2016 році залишив керівництво цієї партії.

## Нагороди
- орден князя Ярослава Мудрого III ступеня (2008) — за вагомий особистий внесок у розвиток українсько-латвійського співробітництва[21];